# Football Club Ulaanbaatar
Maillots
Le Football Club Ulaanbaatar (en mongol : Футзалын Клүб Улаанбаатар), plus couramment abrégé en FC Ulaanbaatar, est un club de football mongol fondé en 2010 et basé à Oulan-Bator, la capitale du pays.
Le club évolue en MFF League, le championnat de première division mongole.

## Histoire

### Historique
- 2010[2] : Fondation du club
- 19 mai 2011 : Création de la section football du club
- 2011 : Premier titre de champion de Mongolie

### Histoire du club
Il a réussi l'exploit de remporter le championnat dès sa première participation, en 2011. Le club compte dans ses rangs l'international nord-coréen Kim Myong-won.

## Palmarès
| Compétitions nationales |
| --- |
| - Championnat de Mongolie (2) : - Champion : 2011, 2023. - Vice-champion : 2015, 2018 et 2020. - Supercoupe de Mongolie : - Finaliste : 2011. |

## Personnalités du club

### Présidents du club
- B. Gantig

### Entraîneurs du club
- Y. Enkhjargal